# Friedrich Wassermann
Friedrich Wassermann, auch Fritz Wassermann, (* 13. August 1884 in München; † 16. Juni 1969 in Chicago, Illinois) war ein US-amerikanischer Anatom und Histologe deutscher Herkunft.

## Leben
Friedrich Wassermann, Sohn des Franz Wassermann und der Amalie Techheimer, widmete sich nach abgelegtem Abitur einem Studium der Medizin an der Ludwig-Maximilians-Universität München, das er 1910 mit dem Erwerb des akademischen Grades eines Dr. med. abschloss. Wassermann bekleidete seit 1908 eine Assistentenstelle am dortigen Anatomischen Institut und habilitierte sich 1914 für Anatomie. Nach der Teilnahme am Ersten Weltkrieg wurde Wassermann 1920 zum außerordentlichen Professor der Anatomie, später auch der Histologie und Embryologie in München ernannt. Von 1924 bis 1932 war er Mitglied der Deutschen Volkspartei (DVP). Seit 1931 stand er als planmäßiger außerordentlicher Professor dem Anatomischen Institut der Universität München als Direktor vor. Ein Schüler von ihm war Robert Wetzel.
Wassermann gehörte der evangelischen Kirche an, war aber jüdischer Herkunft. Als ehemaliger "Frontkämpfer" des Ersten Weltkriegs blieb er zunächst von den antisemitischen "Säuberungen" der Jahre 1933/34 verschont. Ende 1935 wurde er jedoch aufgrund der Nürnberger Gesetze entlassen.
Daraufhin emigrierte Wassermann 1937 in die USA, wo er als Associate Professor, seit 1943 als Full Professor an der University of Chicago lehrte. Von 1949 bis zu seinem Tod war er am Argonne National Laboratorium in Illinois tätig. Als Gastprofessor wirkte er 1952 an der Ruprecht-Karls-Universität Heidelberg, 1954 an der Johann-Wolfgang-Goethe-Universität Frankfurt am Main.

## Ehrungen
Friedrich Wassermann wurde 1952 als ordentliches Mitglied in die Leopoldina aufgenommen, 1965 erhielt er anlässlich seines 80. Geburtstages das Große Verdienstkreuz des Verdienstordens der Bundesrepublik Deutschland, 1968 wurde er zum Ehrenpräsidenten der Anatomischen Gesellschaft ernannt.

## Schriften
- Über den makro- und mikrochemischen Eisennachweis im Dotter des Hühnereies. Dissertation. J. F. Bergmann, 1910.
- Zur Eireifung von Zoogonus mirus: ein Beitrag zur Synapsisfrage. Fischer, 1912.
- Die Oogenese des Zoogonus mirus Lss: Aus dem Anatomischen Institut München, Direktor Rückert. Cohen, 1913.
- Handbuch der mikroskopischen Anatomie des Menschen: Wachstum und Vermehrung der lebendigen Masse. Teil 2, Springer, 1929.
- Wachstum und Vermehrung der lebendigen Masse. In: Die lebendige Masse, Handbuch der mikroskopischen Anatomie des Menschen. Band 2, Springer, 1929, ISBN 3-540-01094-7.